# Xinping
Xinping (en chino, 新平; pinyin, Xīnpíng, léase Sin-Píng) es un condado autónomo bajo la administración directa de la ciudad-prefectura de Yuxi. Se ubica al este de la provincia de Yunnan, sur de la República Popular China. Su área es de 4267 km² y su población total para 2020 superó los 260 mil habitantes.

## Toponimia
"Durante la dinastía Ming, la zona estuvo ocupada por los bárbaros. En respuesta, los jefes Yi se rebelaron y los apaciguaron. En el lugar formaron a Xinping que significa "recientemente apaciguada" o "nuevamente pacificada", Xin (新 'nuevo') y Ping (平 'calma/pacífico').
Como las otras regiones autónomas, se caracteriza por estar asociada a un grupo étnico minoritario, en este caso, los Yi y Dai. La región recibió la condición de "autónomo" cuando se estableció el "condado autónomo yi y dai de Xinping" el 25 de noviembre de 1980.

## Administración
El condado autónomo de Xinping se divide en 12 pueblos que se administran en 2 subdistritos, 4 poblados y 6 villas.